# Territorio en control de Estado Islámico
El territorio en control de Estado Islámico es el término geopolítico que se utiliza para designar a los territorios que controla el grupo terrorista Estado Islámico (también llamado Dáesh o ISIS) autodenominando al territorio que ocupa Califato Islámico.
Los principales territorios que el Dáesh controla de manera directa se encuentran en Siria, esto sin añadir los territorios controlados por otros grupos yihadistas afiliados al Dáesh, que controlan partes significativas de Nigeria, Mali, Mozambique, Somalia y Egipto. También se deben tener en cuenta pequeños reductos locales en las zonas en donde existen pequeñas células terroristas leales al grupo como en Afganistán, Camerún, Túnez, Yemen, Irak, Turquía, Indonesia y en los países del Cáucaso.
Cabe destacar que los territorios controlados por Dáesh van desde grandes centros urbanos a pueblos y zonas deshabitadas permanentemente.
A principios de 2017, el Dáesh controlaba aproximadamente 45.377 kilómetros cuadrados de territorio en Irak y Siria y 7323 km² de territorio en otras partes, con un total de 52.700 km². Esto se debe a la disminución sustancial del pico territorial del grupo a finales de 2014, cuando controló entre 100.000 km² y 110.000 km² de territorio en Asia y África. El territorio del Califato ha disminuido sustancialmente en casi todos los países desde 2014, como resultado de la impopularidad del grupo y la acción militar tomada contra ella. La propaganda del grupo reclama hasta la actualidad una extensión territorial máxima de 282.485km.
La mayor parte del territorio controlado por el Dáesh se encuentra en el este de Siria y el oeste de Irak en oriente medio además de las colonias aisladas en otros lugares del mundo. La mayoría del territorio, el recurso humano, los ingresos y el prestigio del grupo terrorista provienen del territorio que tiene en Irak y Siria. En Afganistán, Estado Islámico solo controla el territorio cerca de la frontera de Pakistán y ha perdido el 87% de su territorio desde la primavera de 2015. En el Estado de Libia, el grupo ha perdido casi el 100% de su territorio y, a partir de 2017, un puñado de pueblos y barrios fueron reconquistados por las facciones y el gobierno libio. En Egipto, el grupo controla 910 km² de tierra centrada alrededor de Sheikh Zuweid, que representa menos del 1% del territorio en el país. Los terroristas también controlan 6.041 km² de territorio en Nigeria, aunque el gobierno nigeriano no reconoce al grupo como poseedor de ninguna tierra. El grupo ha perdido el 75 % de su territorio en dicho país desde 2014, y ha caído de nuevo a sus bastiones en el noreste del estado de Borno.
El Dáesh también se enfrenta militar y políticamente a otros proyectos de creación de estados siendo los principales el Gobierno de transición de Siria y Siria del noreste y, en menor medida, el RCA y el ENS. También Dáesh se enfrenta a diversos grupos terroristas (como Al Qaeda o los Talibán) que operan en diversas parte del mundo y le disputan su hegemonía como principal grupo yihadista.

### Dáesh desde el ámbito internacional

#### Estudios y ensayos
- La tercera jihad y las mentiras acerca del Islam.
- Estado Islámico y la «tercera yihad».
- La yihad y la Tercera Guerra Mundial.

#### Diarios y noticias
- ¿Por qué a ISIS ahora se le llama Estado Islámico?.
- Estado Islámico, ¿realmente un estado?.
- Javier Martín: "Estado Islámico tiene espíritu de gobernar y permanecer".
- Isis: un proto-Estado armado para durar.
- Hauser: Estado Islámico es un protoestado que viene a suplantar al estado.